# Крутий поворот
«Крутий поворот» — французька комедія 2011 року режисера Жана-Люка Перреара. У головних ролях: Фред Тесто, Лорен Фернанде та Лейла Бехті.

## Сюжет
Фільм починається з розповіді про життя молодої людини, Жана (Фред Тесто), що живе зі своєю матір'ю і до віку має працювати в ресторані своєї матері. Проте, одного дня він прямує за рибою для свого ресторану, і по дорозі зустрічає дівчину, Нору (Лейла Бехті), яку було викинуто на берег з яхти.